# Astatotilapia bloyeti
Astatotilapia bloyeti es una especie de peces de la familia cíclidos.
Tiene incubación bucal por las hembras.

## Morfología
La longitud máxima descrita es de 15 cm.

## Distribución y hábitat
Es un pez de agua dulce tropical, bentopelágico, que vive a una temperatura constante entre 24º y 29º. Se distribuye de forma restringida al sistema de ríos costeros de Tanzania, aunque esta especie también ha sido descrita en localidades de Kenia y Uganda, e incluso en el río Nilo, pero parece ser que solo las poblaciones de Tanzania son de esta especie. Puebla variedad de hábitats, pues se encuentra en ríos, arroyos y lagos, donde prefiere suelos arenosos con maleza y suelos pedregosos.